# Eduardo Dato

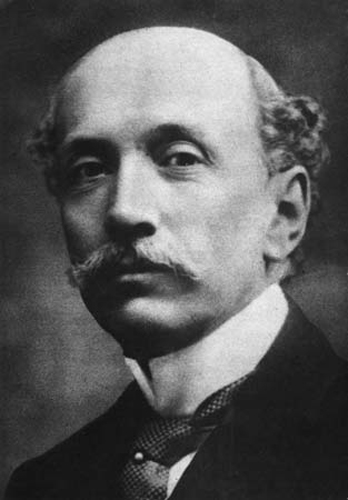
Eduardo Dato

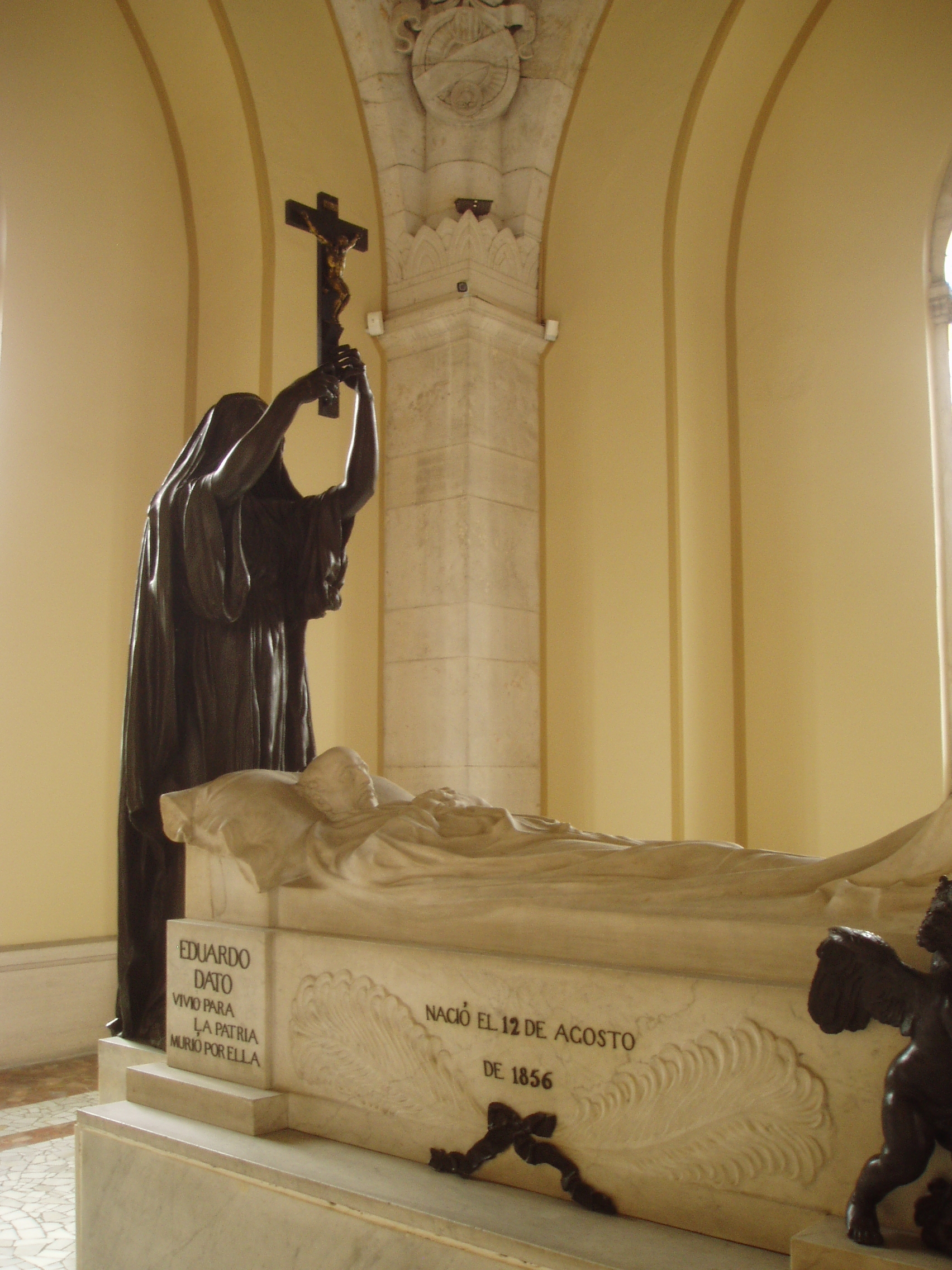
Eduardo Dato, Sarkophag, Panteón de Hombres Ilustres, Madrid

Eduardo Dato e Iradier (* 12. August 1856 in La Coruña; † 8. März 1921 in Madrid) war ein spanischer Politiker. In drei Amtsperioden spanischer Ministerpräsident. Er trat schon in jungen Jahren der „Konservativen Partei“ bei und war von 1913 bis 1921 ihr Vorsitzender.

## Leben
Er wurde in La Coruña geboren und zog als Jugendlicher mit seiner Familie nach Madrid. Er schloss 1875 sein Studium der Rechtswissenschaften erfolgreich ab und eröffnete zwei Jahre später eine Anwaltskanzlei. 
1884 wurde er in das Abgeordnetenhaus der Spanischen Cortes gewählt. Ab 1891 bis zu seinem Tod hatte er ständig einen Sitz im Abgeordnetenhaus. In der Zeit vom Mai 1907 bis zum April 1910 war er nahezu ununterbrochen Präsident dieser Kammer der Cortes. 1892 erhielt er den Posten eines Unterstaatssekretärs im Innenministerium. Während der beiden Amtsperioden von Francisco Silvela Le Vielleuze als Ministerpräsident war Dato Innen- (1899–1900) und Justizminister (1902–1903).
Im Jahr 1907 wurde er zum Bürgermeister von Madrid gewählt. Dieses Amt hatte er bis 1909 inne.
Am 27. Oktober 1913 übernahm er bis zum 9. Dezember 1915 den Posten des Ministerpräsidenten. In der Zeit von 1914 bis 1915 leitete er gleichzeitig das Justizministerium. Während dieser Amtsperiode schaffte er es, Spaniens Neutralität während des Ersten Weltkrieges zu wahren. Nach einer zweiten kurzen Amtszeit als Ministerpräsident vom 11. Juni bis zum 3. November 1917 übernahm er das Amt des Außenministers und wurde danach ein drittes Mal, am 5. Mai 1920, Ministerpräsident des Landes und gleichzeitig Marineminister. Am 8. März 1921 wurde er beim Verlassen des Parlamentsgebäudes in Madrid von drei katalanischen Anarchisten erschossen.

## Weitere Mitgliedschaften und Auszeichnungen
1910 wurde er Mitglied der Real Academia de Ciencias Morales y Políticas. Er war Mitglied und ab 1913 Vizepräsident des Ständigen Schiedshofs in Den Haag. König Alfons XIII. verlieh ihm postum den erblichen Titel Herzog von Dato. Er war Mitglied bzw. Träger der folgenden Orden: Großkreuz des Ordens Karls III., des Gregoriusordens, des Portugiesischen Christusordens sowie des Portugiesischen Turm- und Schwertordens.